# Herr Hadubrand
Herr Hadubrand ist ein deutsches Volkslied. Entstehungszeit und Komponist des Liedes sind nicht bekannt.
Victor Léon verfasste den Text als „Knittelballade“ für das Libretto von Alfred Zamaras Operette Der Doppelgänger, die 1886 im Münchener Theater am Gärtnerplatz uraufgeführt wurde. Zamara veröffentlichte 1893 noch separat eine Fassung der Ballade für Chor. Die Operettenmelodie stimmt nicht mit der späteren Volksliedfassung überein. Diese ist erstmals 1920 in einem Gebrauchsliederbuch nachgewiesen. Häufig ist das Lied in Liederbüchern der 1930er Jahre zu finden. Auch heute ist das Lied noch vor allem in typischen Fahrtenliederbüchern wie der Mundorgel zu finden. Autorenangaben fehlen in Liederbüchern üblicherweise. In manchen Ausgaben ist der Name des jeweiligen Bearbeiters angeführt, etwa Ulrich Kabitz oder Erwin Lindner. Gotthold Krämer verfasste 1973 eine Fassung für Kinderchor und Instrumente. Fredl Fesl nahm das Lied 1976 unter dem Titel Ritter Hadubrand auf seinem Debütalbum auf.

## Inhalt und Form
Ein Ritter verlobt sich mit einem Mädchen, die aber an ihm verzweifelt und sich das Leben nimmt. Sie erscheint ihm daraufhin in den folgenden Nächten als Geist und treibt ihn so ihrerseits in den Tod.
Das Spaßlied erscheint als Parodie auf eine Moritat. Ähnlich wie Die alten Rittersleut ist der Inhalt im mittelalterlichen Rittertum angesiedelt. Der Titel greift den Namen der Figur Hadubrand aus dem Hildebrandslied auf, zu dem im Übrigen keinerlei inhaltlicher Bezug besteht. Das Motiv des von einem Ritter in die Verzweiflung getriebenen Mädchens erinnert eher an Elemente der Blaubart-Sage.
Der Witz des Liedes besteht im Prinzip des „falschen Reims“: getreu dem Motto „Reim dich oder ich fress dich“ werden sich eigentlich nicht reimende Wörter zusammengestellt und konsequent durch Vokal- oder Konsonantenänderungen als Reime „passend gemacht“. Beispiel: „nur“ – „Barbur“ (für „Barbar“) – „wuhr“ (für „wahr“).

## Text
Originalfassung

Herr Hadubrand voll Gram und Sorg’,

Der sitzt auf seiner Ritterborg

Er lebt in Angst und Qualen nur,

Er war ein gräßlicher Barbur.

     Ein Barbur! Ein Barbur!

Und die Sache ist ganz wuhr!

Einst traf er auf ein Mägdulein

Und schloß mit ihr ein Päktulein:

Der Rittersmann war ein Mordslump,

Er liebte, soff und lebt’ auf Pump.

     Mägdulein, sei nicht dump,

Laß’ ihn laufen, diesen Lump’!

Das Mägdlein gab ihm alles hin,

Was nur ein Mägdlein geben kinn;

Doch er verließ sie dann sofort,

Trotzdem er Treue ihr geschwort.

     Er ging fort! Er ging fort!

Trotz er Treue ihr geschwort!

Das arme Mägdlein weinte sehr,

So arg weint man nicht heute mehr;

Sie ging hinauf in’s Ritterschloß,

Da strömt vorbei ein tiefer Floß.

    In den Floß! In den Floß!

Sich das arme Mägdlein schmoß.

Der böse Ritter Hadubrand

Hat aber drüber nicht gewant:

„Als Tote ist sie lieber mir!“

Sprach er und trank fünf Liter Bier.

     Sie war todt! Mausetodt!

Armes Kind, um dich ist’s Schod’!

Herr Hadubrand in seiner Kamm’r

Er schnarcht den allertiefsten Schlamm’r.

Da grade als es schlug zwölf Uhr,

Tritt plötzlich ein Gespenst hervur!

     Ein Gespenst! Riesengroß!

S’war das Mägdlein aus dem Floß!

Der Ritter zittert und es grinst

Ihn an das schreckliche Gespinst!

Er zog schnell über Kopf und Wanst

Die Bettdeck vor dem Schreckgespanst!

     Das Gespinst! das Gespinst!

Auf den Ritter grinst und blinzt!

Das Mägdlein kam bei Tag und Nacht

Hat so am Ritter sich geracht;

Da half nicht Gott, nicht Zauberkunst

Stets kam und heulte das Gespunst:

     Hadubrand! Hadubrand!

Pfui! Pfui Teufel! – und verschwand!
Volksliedfassung

Herr Hadubrand in Gram und Sorg,

Der lebt auf einer Ritterborg.

Er lebt in Gram und Sorge nur

und war ein schrecklicher Barbur.

|: Ein Barbur, ein Barbur,

und die Geschichte ist ganz wuhr. :|

2. Einst traf er auf ein Mägdulein

und ging mit ihr Verlobung ein.

Dabei war er ein finstrer Mann

Den niemand richtig leiden kann.

|: Mägdulein, sei nicht dumb,

Laß ihn laufen diesen Lump! :|

3. Der Ritter hat in einer Nacht

ihr ganz Vermögen umgebracht.

Darauf verstieß es sie sofort,

obwohl er Treue ihr geschwort,

|: sie sofort, sie sofort,

obwohl er Treue ihr geschwort. :|

4. Das Mägdlein weint’ und heulte sehr

So wie man heute weint nicht mehr.

Doch drunten an dem Ritterschloß

da floß vorbei ein Floß

|: In den Floß, in den Floß

sich das arme Mädchen schmoß. :|

5. Der Ritter lag in seiner Kammer

gerad im allertiefsten Schlammer.

Da plötzlich trat um Punkt zwölf Uhr

Ein schauriges Gespenst hervur.

|: Ein Gespenst, riesengroß,

Das war das Fräulein aus dem Schloß. :|

6. Der Ritter zittert, und es grinst

ihn an, das schreckliche Gespinst.

Schnell zog er über Kopf und Wanst

die Bettdeck vor dem Schreckgespanst.

|: Das Gespenst, das Gespunst

auf den Ritter grinst und grunzt. :|

7. So kam der Spuk nun jede Nacht,

hat an dem Ritter sich geracht.

Da half nicht Geld noch Zauberkonst

Stets kam und heulte das Gespunst.

|: „Hadubrand, Hadubrand,

Pfui, pfui Teufel!“ – und verschwand. :|

8. Gespensterspuk bei Nacht und Graus

Hält selbst ein Rittersmann nicht aus.

Drum lag er eins Tags in der Fruh

maustot auf seinem Kanapu.

|: Und so ward, kaum vollbracht,

furchtbarlich die Tat geracht. :|